# Hans Holmqvist
Hans Holmqvist (* 27. April 1960 in Stockholm) ist ein ehemaliger schwedischer Fußballspieler in der Position des Stürmers.

## Laufbahn
Holmqvist begann seine Karriere bei Djurgårdens IF, wo er bis 1983 spielte. Anschließend ging er zu Hammarby IF, von wo er im Sommer 1984 zu Fortuna Düsseldorf in die Bundesliga wechselte. Nach zwei Spielzeiten mit 19 Toren in 59 Spielen ging er zurück zu Hammarby IF. 1987 wechselte er erneut ins Ausland, dieses Mal zu BSC Young Boys. Nach 30 Spielen und zehn Toren schloss er sich 1988 AC Cesena in der Serie A an, wo er zwei Jahre lang aktiv war. 1991 ging er erneut zurück nach Schweden und spielte bis 1992 für Örebro SK.
Holmqvist lief in 28 Länderspielen für Schweden auf.